# Cessna 400
El Cessna 400 Corvalis és un avió monomotor a pistó d'aviació general, de tren fix, ala baixa i construït amb materials composts per Cessna Aircraft. Aquest model va ser fabricat originalment per l'empresa Columbia Aircraft sota el nom de Columbia 400. Textron Aircraft, l'empresa matriu de Cessna, va finalitzar la producció del Cessna 400 el febrer de 2018.

## Disseny i desenvolupament
El Cessna 400 és una evolució del disseny Columbia 300 que al mateix temps era una versió derivada de l'avió en kit Lancair ES de construcció experimental.
El Cessna 400 està propulsat per un motor a pistó amb turbocompressor Continental TSIO-550-C que genera 310 cv (230 kW) a 2.600 rpm. Incorpora una cabina de pilotatge de vidre Garmin G1000 que va anar després usada en el model Columbia 300 per convertir-se en el Columbia 350.D'aquests models preexistents de Columbia, 350 i 400, Cessna només va poder aconseguir la certificació per al model 400.
El motor Continental TSIO-550-C és capaç de ser usat amb una mescla de combustible enriquida (a baixa temperatura de gasos de fuita). A 11000 peus (3350 m) amb una mescla de combustible rica que mostri una TIT (temperatura interna de turbina) de 28 °C, la velocitat màxima de creuer és de 199 TAS amb un consum de 24.7 USgal/h. Amb els mateixos paràmetres usant un rang dels 28º als 60 °C el 400 aconsegueix 189 TAS amb un consum de 17.8 USgal/h.

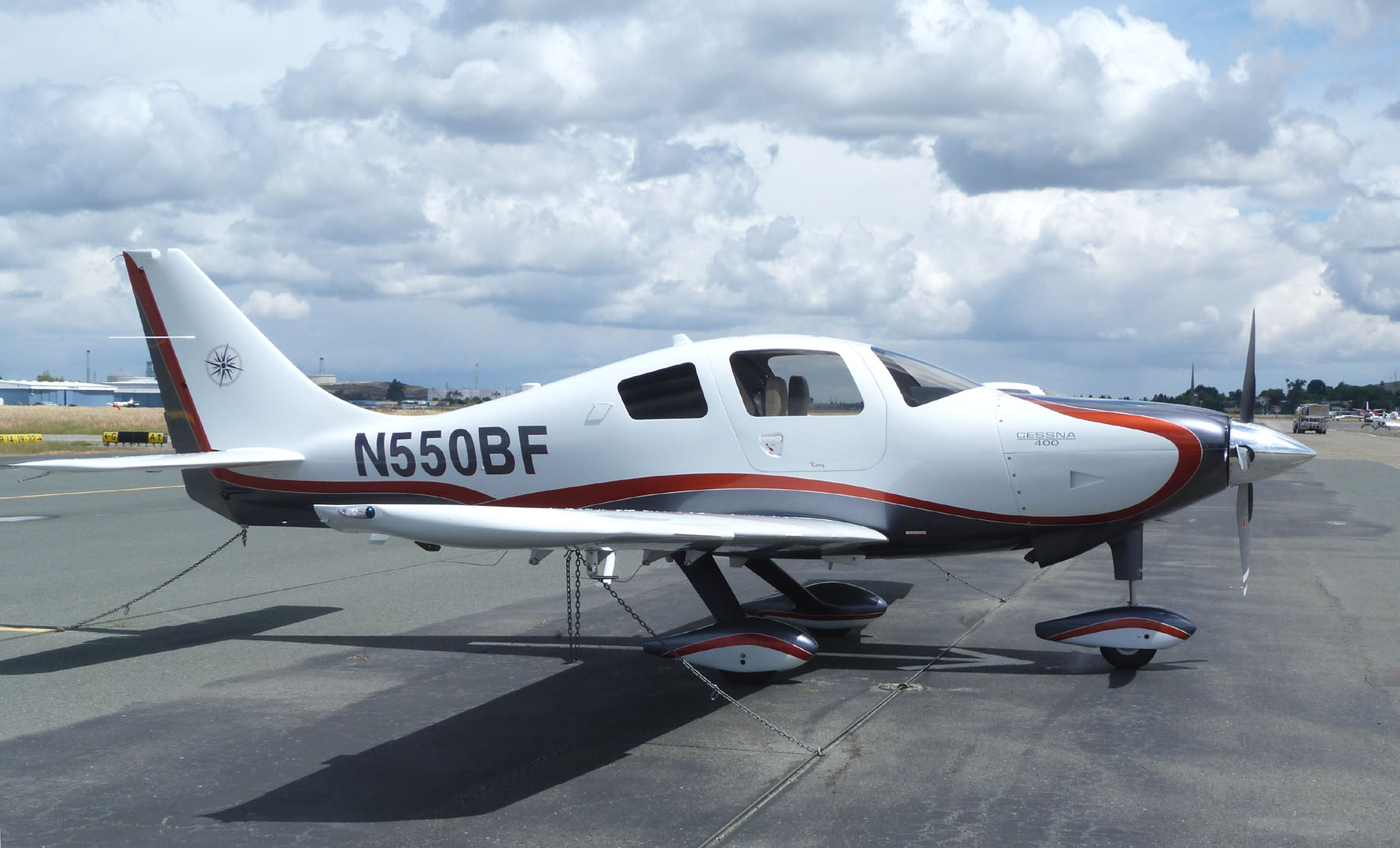
Vista exterior d'un Cessna 400.

El Columbia 400 va ser comercialitzat amb un sistema de protecció contra gel addicional conegut com a I-Vade, que no estava certificat per volar dins de situacions conegudes de gel. El sistema consisteix en panells recoberts amb pel·lícules de grafit en les vores d'atac de les ales i la cua. Les superfícies d'aquests panells s'escalfen mitjançant un sistema elèctric provinent d'un alternador de 70 volts i 100 amperes especialment condicionat per a aquesta funció. Aquest sistema és controlat únicament per un interruptor.
El 400 ofereix un sistema de fre aerodinàmic opcional, situat sobre la part superior de les superfícies dels plànols (similar a l'empleat per la sèrie M20 de Mooney).
El tren de nas no es pot operar de forma directa; el control direccional durant el rodatge s'aconsegueix mitjançant l'ús de frenat diferencial de les rodes del tren principal.
Inicialment venut com Cessna 400, després va rebre el nom comercial de "Corvalis TT" el 14 de gener de 2009 a causa del seu característic doble turbo (Twin Turbo); Corvalis prové del comtat de Oregon, a l'oest de les instal·lacions de Cessna en Bend, destinades a fabricar l'avió abans de ser tancades i de ser transferides juntament amb la seva producció a Independence, Kansas, el 2009.
A l'abril de 2009 Cessna va anunciar que anava a tancar la fàbrica de Bend on es produïa el Cessna 400 per traslladar-la a Independence, movent la producció dels components construïts amb material compost a Mèxic. La línia de producció va recomençar les seves activitats a l'octubre de 2009 en les instal·lacions de Independence per als treballs de pintura, a raó inicial d'un avió cada sis mesos. Aquesta mesura es va prendre per permetre que els nous treballadors al costat dels 30 empleats preexistents, es traslladessin des de Bend per ser capacitats i també li permetia a Cessna l'oportunitat d'allotjar les seves unitats sense vendre de Cessna 350 i 400. En aquells dies, la companyia va anunciar que mouria la producció dels 350/400 a instal·lacions permanents a la fi de 2009.
Al desembre de 2010 un Cessna 400 que estava sent sotmès a vols de prova per un pilot de la FAA, va presentar una fugida de combustible causada pel que es va determinar posteriorment com una "falla estructural significativa en l'ala durant el vol de prova d'acceptació. El recobriment de l'ala es va desprendre de la costella superior de l'ala. La longitud del despreniment va ser d'aproximadament 7 peus (2,15 m)". Com a resultat la FAA va emetre un butlletí Emergency Airworthiness Directive (Suspensió de Aeronavegabilitat d'Emergència, també abreujada com Emergency AD) als set Cessna 400s i un 350, tots en etapa de producció. Si ben aquest AD no va afectar avions que estiguessin en mans de client algun, va retardar els lliuraments i va determinar la interrupció de producció del model 350 Al setembre de 2011, la FAA va demandar a Cessna per 2.4 milions de dòlars per fallar en els requisits de supervisió del control de qualitat dels components de fibra de vidre fabricats en la seva planta de Chihuahua, Mèxic. L'excés d'humitat ambiental va impedir que les parts es guarissin correctament i el departament de control de qualitat no va detectar cap dels defectes presentats. La FAA també va assenyalar altres 82 parts de l'avió que s'havien fet de forma incorrecta i igualment ignorades pel control de qualitat.
El 29 de març de 2011 Cessna va presentar una gran quantitat de millores en el Cessna 400 durant el Sun 'n Fun, designant la nova variant com TTx. L'avió venia d'un èxit comercial efímer a causa de la recessió de finals de la dècada de 2000 fent que de les 110 unitats lliurades en 2008 –el primer any que Cessna va produir aquest model– es baixés a 41 unitats en 2009 i tan sols set en 2010. L'avió millorat incorpora una nova cabina de cristall anomenada Intrinzic dissenyada per Cessna i basada en la sèrie Garmin G2000; presenta dues pantalles d'alta definició de 14 polzades de diàmetre que usa una reixeta infraroja sota el vidre per rebre comandos al toc. El model millorat també incorpora dos sistemes nous d'actitud i rumb, un pilot automàtic GFC 700, un sistema d'evasió de tràfic Garmin GTS800, un transponedor Garmin GTX 33ÉS amb ADS-B i el Sistema de Protecció d'Estabilitat Electrònica de Garmin, que protegeix a l'avió quan és operat en entorns de vol no controlat (per exemple avisa d'una possible col·lisió en terra amb una altra aeronau en un aeròdrom sense torre de control). El nou model TTx no compta amb instruments analògics de respatller i usa un instrument electrònic L-3 Trilogy para tal fi. El TTx també incorpora un oxímetre de pols integrat, un nou esquema de pintura i un nou interior. En finalitzar el Sun 'n Fun de 2011 la companyia va indicar que havia venut 16 unitats del nou model TTx.
Pel Sun 'n Fun al març de 2012 la companyia va anunciar la disponibilitat d'un paquet opcional que ho fa apte per volar dins de condicions de gel conegudes. El sistema proveeix una protecció contra formació de gel per un temps de 2 hores i mitja.

### Pesos
El pes màxim d'enlairament del Cessna 400 és de 3.600 lliures (1.633 kg) amb un pes màxim d'aterratge de 3.420 lb (1.551 kg). El pes buit habitual sense equip per a desglaç és de 2.575 lb (1.168 kg). Amb una càrrega total de combustible això representa 413 lb (187kg) com a pes de càrrega útil distribuït entre tripulació i equipatge.

### Certificació
L'avió estava certificat originalment per la FAA sota la normativa FAR 23, el 8 d'abril de 2004 com el Model LC41-550*FG (corresponent a "Lancair Certified Model 41, amb motor Continental 550 i FG para Fixed Gear o tren fix") i comercialitzat sota la designació Columbia 400. La certificació de la EASA va ser afegida al febrer de 2009.
La certificació FAR 23 comprèn que el Cesnna 400 està certificat en la Categoria Utilitari, amb un límit de factor de càrrega positiu de 4.4, mentre que avions similars (com el Cessna 182 o el Cirrus SR22) estan certificats en la Categoria Normal amb un factor de càrrega de 3.8
El Cessna 400 té una vida útil estructurar de 25200 hores de vol.És l'avió de tren fix i un sol motor més veloç certificat per la FAA que es trobi en producció actualment, aconseguint una velocitat màxima de 235 KTAS (436 km/h) a 25000 peus d'altitud

## Variants
Columbia 400
Model inicial produït per Columbia Aircraft
Cessna 400 TT Corvalis
Model inicial produït per Cessna, amb la TT descrivint Twin Turbocharged o biturbo.
Cessna TTx Corvalis
Model millorat de Cessna anunciat al març de 2011, amb sistema de aviònica i interior diferents. El primer TTx va volar per primera vegada el 2 de març de 2013 i està equipat amb un Garmin G2000, 14 instruments de aviònica i un motor Continental TSIO-550-C de 310 hp (231 kW)

## Especificacions (Cessna TTx)
Dades de Columbia 400 Pilot's Operating Handbook
Característiques generals
- Tripulació: 1 pilot
- Capacitat: 3 passatgers
- Longitud: 7,67 m
- Envergadura: 11,0 m
- Alçada: 2,74 m
- Superfície de l'ala 13,1 m²
- Pes buit: 1.134 kg
- Pes màxim d'enlairament: 1.633 kg
- Motors: 1×  de 6 pistons oposats Teledyne Continental TSIO-550-C, 310 cv (230 kW)

 Rendiment 
- Velocitat màxima: 235 nusos (435 km/h)
- Velocitat de creuer: 235 nusos a 25.000 peus (7.620 m)
- Abast: 1.107 milles nàutiques
- Sostre de servei: 7.620 m
- Ràtio d'ascens: 1.500 peus/min (7,6 m/s)
- Càrrega alar: 125 kg/m²
- Potència/pes: 150 W/kg